# Primal
Pour l’article homonyme, voir Primal (série télévisée).
Primal est un jeu vidéo d'action-aventure développé par SCE Studio Cambridge et édité par Sony Computer Entertainment en 2003 sur PlayStation 2.

## Synopsis
Jennifer Tate, dite aussi Jen, est une jeune femme ordinaire de 21 ans vivant à New York. La nuit, elle fréquente les lieux où son petit-ami Lewis joue en tant que leader d'un groupe de rock. Ce soir-là, après un formidable concert au club Nexus, les deux amoureux sont attaqués par une créature maléfique alors qu'ils quittent le quartier. Tous deux sont alors projetés au sol rapidement et laissés pour morts dans une ruelle.
À l'hôpital, les médecins ne peuvent conclure quant à la survie des deux jeunes gens : ils sont dans un coma profond. Mais alors que plus personne ne veille dans la chambre de Jennifer, une étrange créature en forme de gargouille apparaît et transfère de l'énergie à la jeune fille qui se « dédouble ». Intriguée par ce qui lui arrive, Jennifer suit Scree jusqu'à une dimension appelée Oblivion…

## Système de jeu
Le but du jeu est d'explorer les 4 mondes d'Oblivion (Royaumes) à partir d'une 5e dimension contrôlant toutes les autres et appelée Nexus. Jen explore successivement le 'Nexus, Solum, Aquis, Aetha et Volca.
La jeune femme peut se transformer en 4 formes démoniaques, qui décuplent sa puissance tandis que Scree se transformera en pierre. Jen obtient une nouvelle forme obligatoirement grâce à un Noble d'un Royaume, eux seuls sont capables de transmettre le pouvoir de se transformer en démon d'Oblivion à un mortel.
Le but du jeu est de guider le duo en prenant compte des compétences propres à chacun pour explorer et résoudre les énigmes des différents mondes.

## Accueil
- Famitsu : 29/40[2]
- Jeux vidéo Magazine : 17/20[3]
- Jeuxvideo.com : 16/20[4]